# Melaloncha clavata
Melaloncha clavata är en tvåvingeart som beskrevs av Schmitz 1927. Melaloncha clavata ingår i släktet Melaloncha och familjen puckelflugor. Inga underarter finns listade i Catalogue of Life.